# Mahmoud al-Mabhouh
Mahmoud Abdel Rauf al-Mabhouh, arabiska: محمود عبد الرؤوف المبحوح, född 14 februari 1960 i flyktinglägret Jabalia, Gaza, död 19 januari 2010 i Dubai, var en palestinsk ledare för Hamas som mördades i Dubai i Förenade Arabemiraten den 19 januari 2010. Israels underrättelsetjänst Mossad har misstänkts för mordet.[källa behövs]